# Carlo Parola
Carlo Parola (* 20. September 1921 in Turin, Italien; † 22. März 2000 ebenda) war ein italienischer Fußballspieler und -trainer.
Während seiner Spielerkarriere war er zentraler Abwehrspieler.

## Karriere

### Als Spieler
Carlo Parola gab sein Debüt in der Serie A bei Juventus Turin in der Saison 1939/40. Mit Juve gewann er 1941/42 die Coppa Italia und 1949/50 sowie 1951/52 die italienische Meisterschaft. Insgesamt absolvierte er 340 Spiele für Juventus und schoss dabei elf Tore. Im Jahre 1954 wechselte er zu Lazio Rom, wo er nach nur sieben Einsätzen seine Spielerkarriere 1955 beendete. Carlo Parola absolvierte zwischen 1945 und 1950 insgesamt 20 Länderspiele für Italien und nahm an der Fußball-Weltmeisterschaft 1950 teil, bei der er mit seiner Mannschaft bereits nach der Gruppenphase ausschied.

### Als Trainer
Nach drei Jahren als Trainer von Anconitana betreute Carlo Parola von 1959 bis 1962 (mit einer kurzen Ausnahme am Beginn der Saison 1961/62) Juventus Turin als Cheftrainer.
Zwischen Februar 1965 und Oktober 1966 sowie von Januar bis Juni 1967 trainierte er die Mannschaft der AS Livorno. Von 1969 bis 1974 war er für fünf Spielzeiten Cheftrainer von Novara Calcio.
Im Jahr 1974 wurde Parola von seinem ehemaligen Mannschaftskameraden Giampiero Boniperti, der dort Präsident geworden war, zu Juventus zurückgeholt. Er gewann auf Anhieb den Scudetto und blieb noch eine weitere Saison Trainer, bevor 1976 er von Giovanni Trapattoni abgelöst wurde. Danach arbeitete Carlo Parola noch einige Jahre als Spielerbeobachter für Juventus.
Parola starb am 22. März 2000 im Alter von 79 Jahren nach schwerer Krankheit in seiner Heimatstadt Turin.

## Signor Rovesciata
In Italien ist Carlo Parola als Signor Rovesciata (Mr. Fallrückzieher) bekannt, weil er den Fallrückzieher stilistisch perfekt beherrschte und dieser zu seiner Zeit noch wenig verbreitet war.
Am 15. Januar 1950, ungefähr in der 80. Minute der Partie der AC Florenz gegen Juventus Turin, sah man den wohl berühmtesten Fallrückzieher von Parolas. Auch wenn diese Aktion zu keinem Treffer führte und das Spiel 0:0 endete, sieht man das Bild des scheinbar fliegenden Spielers heute noch auf jedem neuen Panini-Album in Italien.

## Erfolge

### Als Spieler
- Coppa Italia: 1941/42
- Italienische Meisterschaft: 1949/50, 1951/52

### Als Trainer
- Coppa Italia: 1959/60
- Italienische Meisterschaft: 1974/75